# Charles E. Goad
Charles Edward Goad, né le 15 mars 1848 à Camberwell, Londres, et décédé le 10 juin 1910 à Toronto, était un ingénieur civil et éditeur canadien. Son travail est principalement associé à la production de plans d'assurance-incendie, des schémas détaillés de zones urbaines destinés aux compagnies d'assurance contre les incendies.

## Carrière
Immigrant au Canada en 1869, Goad travailla initialement comme ingénieur à la construction du Toronto, Grey and Bruce Railway. Par la suite, de 1873 à 1875, il occupa divers postes dans l'entreprise responsable de la construction du chemin à lisses de colonisation du nord de Montréal, notamment celui de directeur de la salle de dessin, puis d'ingénieur en chef.
En 1875, Goad s'orienta vers la production de plans d'assurance-incendie, des outils destinés à aider les assureurs à évaluer les risques liés aux polices d'assurance et à déterminer la responsabilité en cas d'incendie. Ces plans fournissaient des détails tels que la disposition des rues, les adresses, les dispositifs de protection contre les incendies, la structure des bâtiments, etc.
De 1875 à 1885, Goad a réalisé 340 levés topographiques de villes canadiennes. Il étendit ses activités à l'international, ouvrant une succursale à Londres en 1885 et produisant des plans pour diverses localités dans le monde.

## Contributions et héritage
La D. A. Sanborn Company de New York avait déjà commencé à dresser des plans d'assurance-incendie des grandes villes du Canada en 1874, mais Goad, en 1875, produisit un plan de Lévis, au Québec, où la Sanborn n'avait pas fait de plan.
La Charles E. Goad Limited, son entreprise, continua après sa mort en 1910, dirigée par ses fils jusqu'en 1917. Les plans d'assurance-incendie de Goad sont aujourd'hui d'une grande valeur pour la recherche, offrant des informations détaillées sur l'aménagement des villes canadiennes à la fin du XIXe et au début du XXe siècle.

### Plan au Québec
Un grand nombre des plans de la Chas. E. Goad Co. à couvrir le territoire du Québec ont été numérisées par BAnQ et sont aujourd'hui disponibles en ligne. Ces plans offrent des informations sur des localités de toutes les régions administratives, mais sont particulièrement nombreux pour la Montérégie, le Centre-du-Québec, Chaudière-Appalaches, Montréal et les Laurentides.